# Democoonte
Democoonte (greco antico: Δημοκόωντα) nella mitologia greca è un figlio del re troiano Priamo. Di lui si parla nell'Iliade omerica. Rimane sconosciuto invece il nome della madre. 

## Il mito

### Le origini
Democoonte era uno dei figli illegittimi del re troiano Priamo: viveva ad Abido, una città della Troade unita al regno di Arisbe, il cui sovrano era Asio. Quando scoppiò la guerra di Troia Democoonte prese parte alla sua difesa sia in quanto figlio di Priamo, sia per fedeltà ad Asio, che era accorso in aiuto degli assediati dato che aveva per madre l'ex sposa del re di Troia.

### La morte
Durante una battaglia Ulisse scagliò la sua lancia in direzione di Antifo, un figlio di Priamo, che aveva ucciso Leuco, un soldato del re itacese; Antifo schivò l'arma, che colpì a morte Democoonte.